# Sân bay đảo Thái Bình
Sân bay đảo Ba Bình (tiếng Trung: 太平島機場; bính âm: Tàipíng Dǎo Jīchǎng, âm Hán Việt: Thái Bình đảo cơ trường) là một sân bay trên đảo Ba Bình (Trung Quốc và Đài Loan gọi là Thái Bình) thuộc quần đảo Trường Sa. Đảo Ba Bình là đảo lớn nhất tại quần đảo này và hiện do Trung Hoa Dân Quốc (Đài Loan) kiểm soát trái phép, sân bay do Không quân Trung Hoa Dân Quốc quản lý. Sân bay có đường băng dài 1.200 mét, rộng 30 mét, với một thềm đế máy bay ở phía đông với tổng diện tích 7.800 m² và có thể cho hai máy bay vận tải C-130 đỗ, ngoài ra còn có một thềm đỗ máy bay ở phía tây có diện tích 1.300 m².

## Bối cảnh
Năm 2006, chính phủ Đài Loan đã tiết lộ về kế hoạch xây dựng một sân bay trên đảo Ba Bình, do Bộ Quốc phòng Trung Hoa Dân Quốc phụ trách. Công trình được hoàn thành vào ngày 12 tháng 12 năm 2007. Đến ngày 2 tháng 2 năm 2008, tổng thống THDQ Trần Thủy Biển đã đến thăm sân bay, chuyến đi được thực hiện bằng một máy bay vận tải C-130.
Hai tháng một lần, một chiến C-130 sẽ đến đảo Ba Bình từ đảo chính của Đài Loan, máy bay sẽ chuyên chở người và trang thiết bị phục vụ cho hòn đảo. Ngoài ra, không có chuyến bay theo lịch trình nào khác.

## Điểm đi và đến
| Hãng hàng không               | Các điểm đến |
| ----------------------------- | ------------ |
| Không quân Trung Hoa Dân Quốc | Cao Hùng     |